# L'Appel au soldat
L'Appel au soldat est un roman de Maurice Barrès, paru en 1900, second tome de la trilogie de romans que Barrès nomme Le Roman de l'énergie nationale qui est précédé par Les Déracinés paru en 1897 et s'achève avec Leurs Figures paru en 1902.

## Résumé du roman précédentLes Déracinés
Dans ce roman, Barrès restitue l'état d'esprit d'une jeunesse avide de réussite incarnée par sept jeunes lycéens Lorrains bravant l'arène parisienne sous le cri de reniement "À bas Nancy ! Vive Paris !". Poussés dans cette aventure par la vive influence qu'exerce sur eux leur professeur de lycée, Paul Bouteiller, ils rejettent leurs racines et se lancent éperdus à la poursuite de leur destinée dans ce Paris encore marqué par la défaite de Sedan. Prêtant serment sur le tombeau de Napoléon, ils s'interrogent avant de passer à l'action: "Serons-nous de simples utilités anonymes dans notre époque?", "Si quelque chose nous avertit que nous sommes ces élus de la destinée, ne cherchons pas davantage, croyons-en le signe intérieur: camarades, nous sommes les capitaines! Au tombeau de Napoléon, professeur d'énergie, jurons d'être des hommes". Partant au-devant des périls et des peines auxquelles ils s'exposent dans cette entreprise hardie, la fortune et la gloire leur feront souvent défaut et parfois jusqu'à une issue tragique et mortelle.

## Résumé du romanL'Appel au soldat
L'Appel au Soldat raconte, entre autres, l'engagement politique du jeune Sturel auprès du général Boulanger et la relation personnelle qu'il liera avec ce dernier. Cet engagement se consolidera à l'occasion d'un voyage initiatique le long de la Moselle durant lequel Saint-Phlin, gentilhomme-campagnard enraciné et seul des sept camarades à avoir résisté par son éducation à l'influence néfaste du professeur Bouteiller, permet à Sturel de prendre contact avec la terre et l'histoire de ce pays vivant de Bussang à Coblence ainsi qu'avec son inconscient par l'invocation des morts tel qu'à Metz: "Sous ces pierres, dans cette terre captive sept mille cadavres s’entassent de jeunes gens qui aujourd’hui atteindraient seulement la quarantaine, et leur vie n’aura pas eu un sens si on refuse de le chercher dans l’éternité de la patrie française". Le lecteur est ensuite amené à la suite du général Boulanger dans le désastre de son exil à la suite de la levée de son immunité parlementaire, homme terrassé par les circonstances et qui, capitulant face aux intrigues, se prive de la lumière du jour au cimetière d'Ixelles sur la tombe de sa maîtresse, Marguerite de Bonnemains, le 30 septembre 1891.

## Contexte d'écriture
Dans son ensemble, Le Roman de l'énergie nationale est la reconstruction d'une période de l'histoire de la Troisième République relative au mouvement politique engagé par le général Boulanger et prenant l'assaut d'une démocratie libérale empêtrée dans le scandale de Panama. Dans l'Appel au Soldat, Barrès porte un regard rétrospectif sur le Boulangisme principalement au travers du regard du jeune Sturel motivé par "son désir de se rallier à la France éternelle" et dans une moindre mesure par le regard de ses camarades lorrains.
Tel que rapporté par Zeev Sternhell, Barrès est un partisan du général Boulanger dès la première heure et considère le boulangisme comme "la forme que prend la protestation de la génération qui monte et qui sera une des forces de la France prochaine contre le tumulte parlementaire".

## Résumé du Chapitre initiatiqueLa Vallée de la Moselle
Le Chapitre La Vallée de la Moselle, long de 130 pages, offre une intéressante clef d'analyse de l'axe de pensée barrésien résumé sous l'expression de "culte de la terre et des morts", sous laquelle Barrès compose "un mythe des origines et de la parenté commune soulignant l'unité de la Nation, la continuité entre les générations, entre le passé et le présent" comme le montrent dans ce chapitre les nombreuses références à ceux qui nous précèdent. À son arrivée dans le domaine de Saint-Phlin et touché par la douceur du ciel Lorrain, Sturel s'exclame d'ailleurs: "Ce qu’il y a de puissant ici, disait Sturel, c’est que l’on sent les siècles, la continuité de volonté qu’il a fallu pour créer ce paysage".